# Sender Europeu E2
El sender europeu de llarga distància E2 o sender E2 és un sender de gran recorregut de 5.720 quilòmetres (3.554 mi) que està pensat per anar des de Galway, a Irlanda, fins a la costa mediterrània de França i que actualment travessa Escòcia, Anglaterra, Bèlgica, Luxemburg i França, amb una secció alternativa mitjana a través dels Països Baixos i la costa est d'Anglaterra. Forma part de la xarxa de Senders Europeus de Gran Recorregut.

## Ruta
La ruta té dues seccions intermèdies alternatives, que es retroben al nord-est d'Anglaterra i al nord de Bèlgica: la primera ruta ideada inclou Oxford, Reading, Bruges i Anvers, però no inclou la part sud de la costa neerlandesa. La secció mitjana que apareix com a ruta alternativa, inclou Hull, Lincoln, Cambridge i Bergen op Zoom.
A Bèlgica, la ruta comença des d'Ostende per la GR5A (Grote Route 5A) via Bruges i Anvers. Després d'uns quants quilòmetres al municipi del centre-nord (districte) de Zoersel, a Bèlgica, s'uneix al GR 5 (Grande Randonnée 5), que continua fins a Luxemburg a Ouren. A Luxemburg, l'E2 segueix una sèrie de camins fins a Schengen, després dels quals s'uneix a la GR5 a França. A La Cure comença un curt tram a Suïssa, on la ruta està senyalitzada cap a Nyon, o La Cure si es dirigeix cap al nord. Des de Nyon, els ferris creuen el llac de Ginebra fins a Saint-Gingolph, on el GR5 forma la resta de la ruta a través dels Alps francesos fins a acabar a Niça.
El punt més alt de la ruta és el Coll de l'Iseran, a 2.770 metres (9,090 peus).

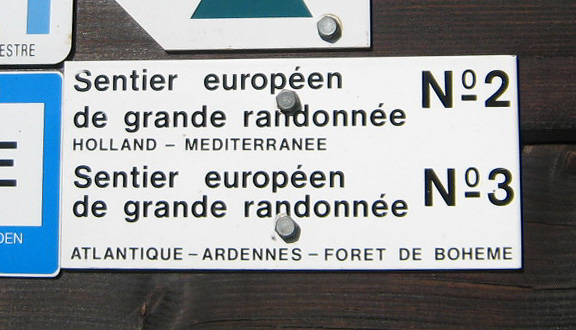
Senyal al camí de l'E2 prop de Vianden, Luxemburg

## Irlanda
El tram irlandès de la ruta encara no està obert.

## Regne Unit
A Escòcia, la ruta comença a Stranraer i segueix el Southern Upland Way, fins a Melrose, i el St. Cuthbert's Way, des de Melrose fins a Kirk Yetholm, i fins a la frontera angloescocesa a través del Pennine Way. S'està desenvolupant una ruta alternativa des de Melrose fins a John o'Groats a través del Pentland Way, John Muir Way, West Highland Way, Great Glen Way i John o' Groats Trail.
A Anglaterra, la ruta continua pel Pennine Way des de la frontera fins a Standedge, l'Oldham Way des de Standedge fins a Mossley, el Tameside Trail des de Mossley fins a Broadbottom, l'Etherow /Goyt Valley Way des de Broadbottom fins a Compstall, el Goyt Way des de Compstall fins a Disley, el Peak Forest Canal des de Disley fins a Marple, el Gritstone Trail des de Disley fins a Rushton Spencer, l' Staffordshire Way des de Rushton Spencer fins a Cannock Chase, el Heart of England Way des de Cannock Chase fins a Bourton on the Water, l'Oxfordshire Way des de Bourton on the Water fins a Kirtlington, el Canal d'Oxford des de Kirtlington fins a Oxford, el Thames Path des d'Oxford fins a Weybridge, el Wey Navigation Path des de Weybridge fins a Guildford i el North Downs Way des de Guildford fins a Dover.
A Anglaterra, la secció mitjana alternativa comença a la Pennine Way, a Middleton-in-Teesdale. Després segueix el Teesdale Way, el Cleveland Way, el Yorkshire Wolds Way, el Viking Way, el Hereward Way, el Fen Rivers Way, el Icknield Way Path, el Stour Valley Path i l' Essex Way fins al port internacional de Harwich. Els punts urbans més destacats són Lincoln i Cambridge.

## Països Baixos
Als Països Baixos, la ruta oriental comença al port de ferris de Hoek van Holland i passa per sobre d'illes i preses i per Bergen op Zoom a la LAW 5-1 Nederlands Kustpad. Aquesta secció reprèn la ruta principal a Sint Antonius, Zoersel, al nord de Bèlgica.

## Luxemburg

A Luxemburg l'E2 segueix quatre camins: Sentier de l'Our, Sentier Maurice Cosyn, Sentier de la Basse Sûr i Sentier de la Moselle. A part del Sentier Maurice Cosyn, tots segueixen les valls dels rius. A diferència del GR5 i el LAW 5-1, que estan senyalitzats amb franges vermelles i blanques, els camins de Luxemburg estan marcats amb cercles grocs al nord i rectangles grocs al sud.
